# سرکار ۳
سرکار ۳ (به هندی: Sarkar 3) فیلمی محصول سال ۲۰۱۷ و به کارگردانی رام گوپال وارما است. در این فیلم بازیگرانی همچون آمیتاب باچان، جکی شروف، مانوج باجپایی، یامی گوتام، آمیت ساد، رونیت روی ایفای نقش کرده‌اند.